# Abziehstein

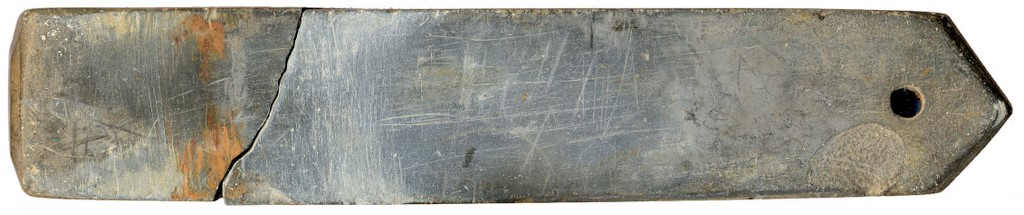
Abziehstein eines Zimmermanns aus Sappl, in den 1930er Jahren in Gebrauch

Der Abziehstein ist ein steinernes Schleifwerkzeug. Er wird für den Feinschliff und das Abziehen von Werkzeugschneiden aus Stahl verwendet. Beim Abziehen wird der Grat entfernt, der sich beim Schleifen gebildet hat.
Man unterscheidet zwischen natürlichen Abziehsteinen, die meist nach ihrem Herkunftsort benannt sind, und künstlichen. Künstliche Abziehsteine bestehen aus Schleifmittelkörnern (z. B. Korund, Siliziumkarbid) und Bindemitteln.
Hochwertige natürliche Abziehsteine wie der Belgische Brocken oder der Arkansasstein weisen meist eine typische Körnung von 6000 bis 8000 auf der Skala nach JIS auf. Das entspricht einer Korngröße zwischen 2 und 1,2 µm, bzw. den Körnungen FEPA (Federation of the European Producers of Abrasives) F 1500 und F 2000. Damit kann eine sehr feine, nahezu polierte Oberfläche an der Werkzeugschneide erzielt werden. Ebenfalls natürlichen Ursprungs sind die Rozsutec-Abziehsteine aus der Slowakei sowie die Schiefersteine des Charnwood Forest.
Man unterscheidet Steine mit harter und weicher Bindung: Eine weiche Bindung der Schleifkörnchen im Stein lässt sie schneller ausbrechen, d. h. der Stein nutzt sich schneller ab. Dafür ist die Oberfläche immer „scharf“ und greift besser an. Beispiele dafür sind der Belgische Brocken und feine japanische Wassersteine. Diese Art sollte vor allem für harte Stähle verwendet werden.
Der Arkansasstein hingegen hat eine harte Bindung, er nutzt sich kaum ab.
In der Regel werden die Abziehsteine vor dem Gebrauch mit Wasser, Öl oder Petroleum benetzt.